# تسجيل المريض
يستخدم تسجيل المريض لربط الموضع المرجعي لمجموعة بيانات افتراضية ثلاثية الأبعاد جُمعت بوساطة التصوير الطبي بالكمبيوتر مع الموضع المرجعي للمريض. هذا الإجراء ضروري في الجراحة بمساعدة الكمبيوتر، من أجل ضمان استنساخ التسجيل قبل الجراحة والوضع السريري في أثناء الجراحة. قد يؤدي استخدام مصطلح «تسجيل المريض» خارج هذا السياق إلى حدوث ارتباك مع إجراء تسجيل المريض في ملفات مؤسسة طبية.
في الجراحة بمساعدة الكمبيوتر، تكون الخطوة الأولى في جمع مجموعة بيانات ثلاثية الأبعاد هي أن تستنسخ هندسة الأنسجة الطبيعية والمرضية بدقة كبيرة في المنطقة التي يجب إجراء الجراحة عليها. يحصل هذا أساسًا باستخدام التصوير المقطعي المحوسب (الأشعة المقطعية) (بالإنجليزية: CT scan) أو التصوير بالرنين المغناطيسي (بالإنجليزية: MRI scan) لتلك المنطقة. دور تسجيل المريض هو الحصول على إمكانية استنساخ مرجع قريب من المثالية لمجموعة البيانات من أجل ربط موقع (تعويض) مجموعة البيانات المجمعة بموقف المريض في أثناء التدخل الجراحي. يلغي تسجيل المريض ضرورة حفاظ المريض على موقفه الصارم نفسه خلال كِلا الفحص قبل الجراحة، ويوفر المعلومات المرجعية اللازمة للروبوت الجراحي للعمل بدقة على المريض، حتى لو نُقل خلال التدخل الجراحي.
تسجيل

## التطبيق
استُخدم تسجيل المرضى غالبًا في جراحة الرأس وجراحة الفم والوجه والفكين وجراحة الأعصاب وطب الأنف والأذن والحنجرة. مع ظهور التسجيل دون علامات، توسِع مفهوم جراحة البطن.

### استخدام إطارات الرأس
أجرى فيكتور هورسلي (بالإنجليزية: V. Horsley) وروبرت كلارك (بالإنجليزية: R. Clarke) المحاولات الأولى لرسم الخرائط ثلاثية الأبعاد للأنسجة البشرية في عام 1906. لقد بنوا إطارًا رأسيًا مجسمًا مستطيلًا يجب تثبيته في الرأس. كان مبنيًا على مبادئ ديكارتية وسمح لهم بتوجيه أقطاب كهربائية تشبه الإبرة بدقة وبطريقة قابل للتكاثر لإجراء تجارب فسيولوجية عصبية. لقد جربوا على الحيوانات وكانوا قادرين على المساهمة في رسم خرائط المخيخ. ما تزال الإصدارات المحسّنة من جهاز هورسلي-كلارك مستخدمة اليوم في جراحة الأعصاب التجريبية.
طور إرنست شبيجل (بالإنجليزية: E. Spiegel) وهنري وايكيس (بالإنجليزية: H. Wycis) أول جهاز للتوجيه التجسيمي للبشر أيضًا في جراحة الأعصاب في عام 1947.
استُخدم للعلاج الجراحي لمرض باركنسون، ومع مرور الوقت، توسع نطاق تطبيقه للعلاج الجراحي للأورام وتشوهات الأوعية الدموية وجراحة الأعصاب الوظيفية...
اعتمد النظام على كل من إطارات الرأس وصور الأشعة السينية التي التُقطت لجميع طائرات الفضاء الثلاث.
أجرى براون (بالإنجليزية: Brown) وروبرتس (بالإنجليزية:Roberts ) وويلز(بالإنجليزية: Wells) مزيدًا من التطوير لجراحة التوضيع التجسيمي في عام 1980. لقد طوروا حلقة هالو التي وضِعت على الجمجمة، في أثناء التصوير المقطعي المحوسب والتدخلات الجراحية العصبية. قدمت هذه الطريقة إرشادات جراحية محسنة وكانت في الواقع أول تطور للجراحة الموجهة بالكمبيوتر.
تطور تسجيل المرضى لمنطقة الرأس قبل ما يقرب من عقدين من الزمن على المبدأ نفسه المتمثل في الجمع بين التصوير المقطعي المحوسب مع الأجهزة المرجعية الميكانيكية مثل إطارات الرأس أو حلقات هالو. لكن التجربة السريرية أظهرت أن ارتداء غطاء الرأس غير مريح جدًا بل ومن المستحيل وضعه على الأطفال الصغار، بسبب عدم تعاونهم. إضافةً إلى ذلك، يمكن أن تخلق الإطارات الرأسية عيوبًا في جمع البيانات قبل الجراحة، أو في أثناء الجراحة.

### علامات مرجعية

#### الجلد
في عام 1986، طور روبرتس (بالإنجليزية: Roberts) وستروبهن (بالإنجليزية: Strohbehn) نهجًا مختلفًا. لقد استخدموا لتكون علامات بارزة عدة علامات على جلد المريض كل من التسجيل المقطعي المحوسب قبل الجراحة وفي أثناء الجراحة. كان هذا تيارًا جديدًا في تسجيل المرضى. ومع ذلك، فإن الطريقة تستغرق وقتًا طويلًا، والتكاثر الدقيق لمواضع العلامة أمر مشكوك فيه.

#### العظم
يمكن أن توفر الهياكل العظمية استقرارًا وتكرارًا أفضل بكثير للمعالم لتسجيل المرضى. بناءً على هذا المفهوم، استُخدمت تقنية أخرى: زرع علامات مؤقتة في الهياكل العظمية السطحية للجلد، تحت التخدير الموضعي. دُمِج هذا أيضًا مع علامات السطح وتسجيل التصوير المقطعي المحوسب. هذه التقنية لها مساوئ هي إجراء جراحي بسيط لوضع غرسات العظام، مع بعض مخاطرإصابة المريض بالعدوى.

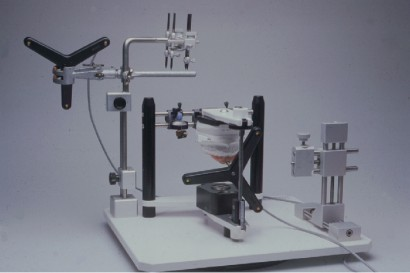
التخطيط الجراحي باستخدام التنقل في قطعة العظام لقطع عظم الفك، بناءً على النماذج المثبتة في المفصل (التسجيل على أساس أجهزة الأشعة تحت الحمراء)

#### علامات جبيرة الأسنان
تُستخدم الجبائر السنية بنحو تقليدي لنقل وإعادة إنتاج المعالم المرجعية ثلاثية الأبعاد لوضع نماذج الصب في المفصلات (آلة تستخدم في طب الأسنان، لتسجيل العلاقة الطبيعية بين الفك السفلي والعلوي) في تركيبات الأسنان وتقويم الأسنان وجراحة تقويم الأسنان. من طريق تطبيق العديد من علامات الأشعة تحت الحمراء على الجبائر واستخدام كاميرا الأشعة تحت الحمراء، حُصل على تسجيل أفضل.

### تسجيل المريض بدون علامات

#### المعالم التشريحية
أجرى «كافرساتشيو» و«زوليجر» المحاولات الأولى، بناءً على تحديد المعالم التشريحية. اعتمدت الطريقة على تحديد نقاط قياسات بشرية معينة ومعالم تشريحية أُخرى على الجمجمة، بالترابط مع التسجيل المقطعي المحوسب. لكن لا يمكن الإشارة إلى المعالم واستنساخها بدقة في أثناء تسجيل مجموعة بيانات المريض والجراحة؛ لذا الطريقة ليست دقيقة بما فيه الكفاية.

#### تسجيل السطح

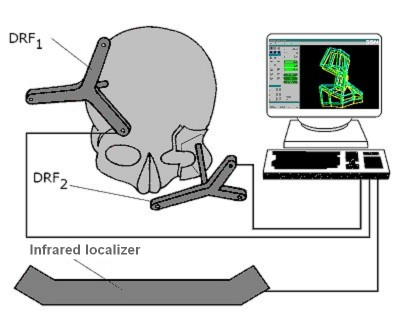
تمثيل تخطيطي لنظام ملاح الجزء الجراحي

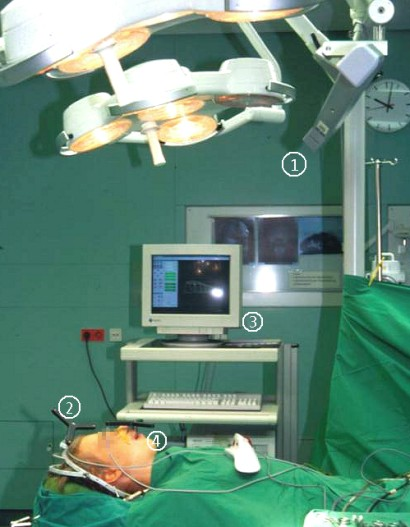
الاستخدام الفعلي لنظام ملاح الجزء الجراحي في غرفة العمليات

منذ عام 1998، طورت «مارمولا» وزملائها إجراءات جديدة، باستخدام نهج مختلف للمشكلة. في أثناء جمع مجموعة بيانات التصوير المقطعي المحوسب والتدخل الجراحي، سُجل المريض من خلال تسجيل مناطق وأسطح كاملة، بدلًا من علامات السطح المميزة. تُحقق ذلك باستخدام الماسحات الضوئية الليزرية وجهاز إرسال توجيهي صغير. تحسنت دقة تسجيل المريض تحسنًا ملحوظًا بهذه الطريقة. بناءً على هذا المفهوم، أنشأ الفريق نفسه العديد من أنظمة التسجيل والملاحة. نظام ملاح الجزء الجراحي (بالإنجليزية: SSN and SSN++) هو نظام تطور أول مرة لجراحة الفم والوجه والفكين. يربط هذا النظام ثلاث مجموعات إحداثيات مختلفة: مجموعة بيانات التصوير المقطعي المحوسب ومجموعة بيانات المسح بالليزر السطحي ومجموعة البيانات التي ينتجها جهاز إرسال توجيهي صغير يوضع على رأس المريض. تُستخدم وحدة المختبر للجراحة بمساعدة الكمبيوتر (بالإنجليزية: LUCAS) للتخطيط لعملية جراحية في المختبر. سمح هذا التقدم التكنولوجي والجراحي بإلغاء أنظمة التوجيه الميكانيكية وتحسين دقة التحديدات، ثم الإجراء الجراحي.
طورت مجموعة بحثية في جامعة رايرسون طريقة لاستخدام التصوير الطبوغرافي البصري (بالإنجليزية: OTI) لإنشاء نموذج ثلاثي الأبعاد لسطح المواقع الجراحية المفتوحة وإجراء تسجيل السطح لمجموعات بيانات التصوير المقطعي والتصوير بالرنين المغناطيسي للتنقل في جراحة الأعصاب. رخصت سبعة أبعاد جراحية تقنية التصوير الطبوغرافي البصري لمنصة الملاحة الخاصة بهم.